# 天山高農塾

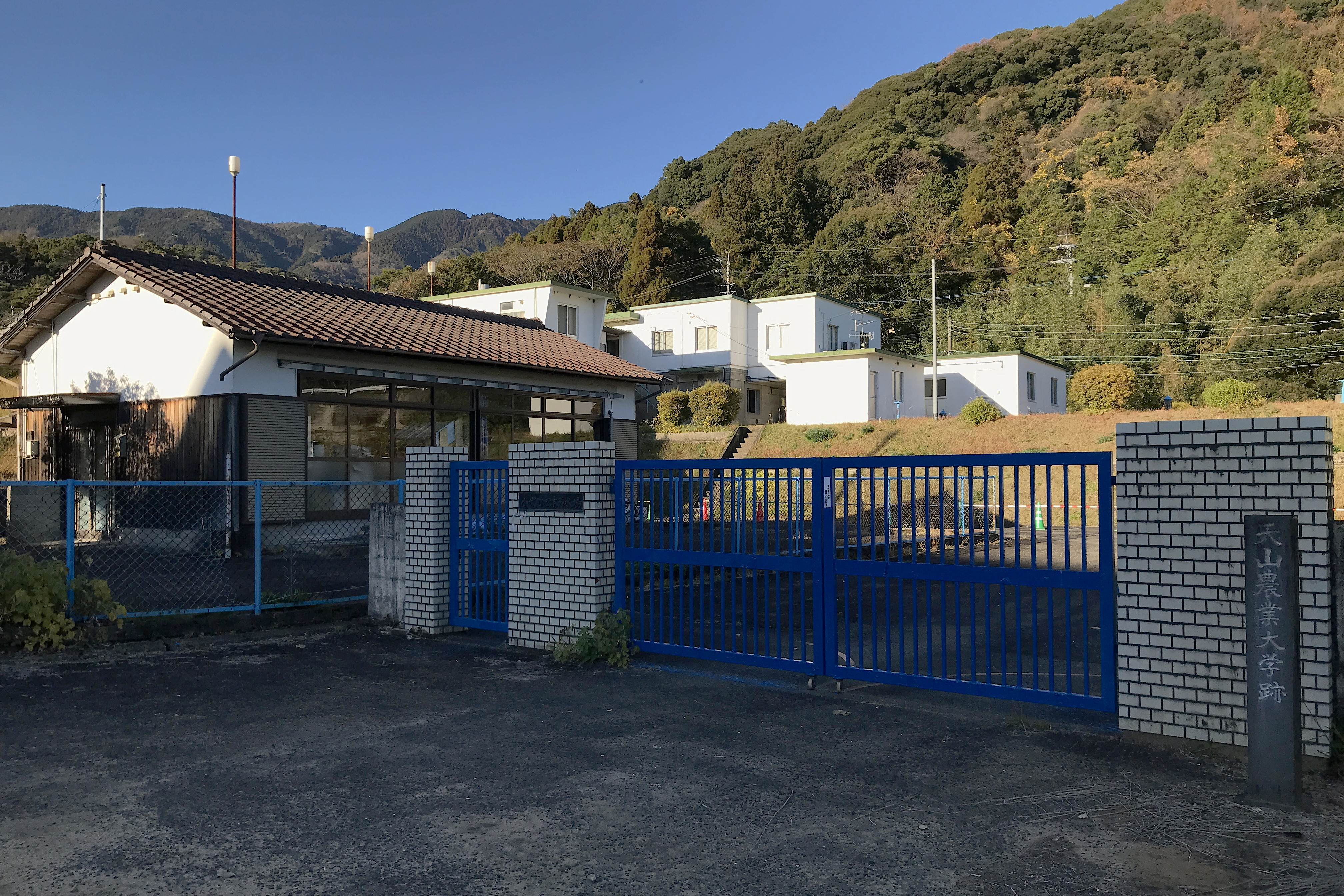
松本浄水場前にある跡地の石碑。「天山農業大学跡」と記されている。

天山高農塾（てんざんこうのうじゅく）は、1946年、日本酒醸造を手がけていた七田秀一が佐賀県小城郡小城町（現：佐賀県小城市）に開いた農業指導者養成を目的とした全寮制の私塾。

## 概要
小城町で日本酒の醸造を行っていた七田本店（現：天山酒造）の3代目蔵元である七田秀一が、戦後の食糧問題の解決のためには農業指導者の養成が急務として、小城市小城町岩蔵の祇園川沿いに私財を投じて1946年5月に開塾した。入塾の対象者は旧制中学の卒業者などであり現在の大学レベルの教育機関である。また、入塾募集要綱には「英国ケンブリッジ大学、オックスフォード大学の如き少数主義の編成」という下りもあり、少数精鋭をモットーとしていた（初年度入塾者は18人）。
当時の佐賀県知事沖森源一を顧問とし、歌人佐佐木信綱が塾歌を手がけた。講師陣は九州大学を中心に佐賀大学農学部などから招いたほか、郷土出身の経済学者高田保馬や陽明学者安岡正篤らも客員講師として教壇に立った。また、カリキュラムは園芸や作物、畜産加工、農機具学、農業経営論など農業全般から英語まで網羅し、図書館などの施設も整備するなど本格的な農業学校であった。

## 台風被害とその後
自身で酒米の研究を行うなど農業への造詣が深かった秀一によりさらなる規模拡大のため文部省（当時）の大学認可を目指していたが、許可の下りる直前の1949年8月、佐賀県内を襲ったジュディス台風により祇園川が大氾濫。小城町だけで死者10人を出した大災害で校舎や寮、図書館などすべてが濁流に飲み込まれてしまい、塾はそのまま3年5ヵ月の歴史に幕を閉じた。
現在塾の跡地は町に譲渡され、浄水場が建設されている。

## 参考資料
- 佐賀新聞『百年企業(18)　天山酒造（小城町）』 - 2000年4月25日
- 佐賀新聞『有明抄（賢）　天山髙農塾』 - 2010年2月12日